# Hans Rohn

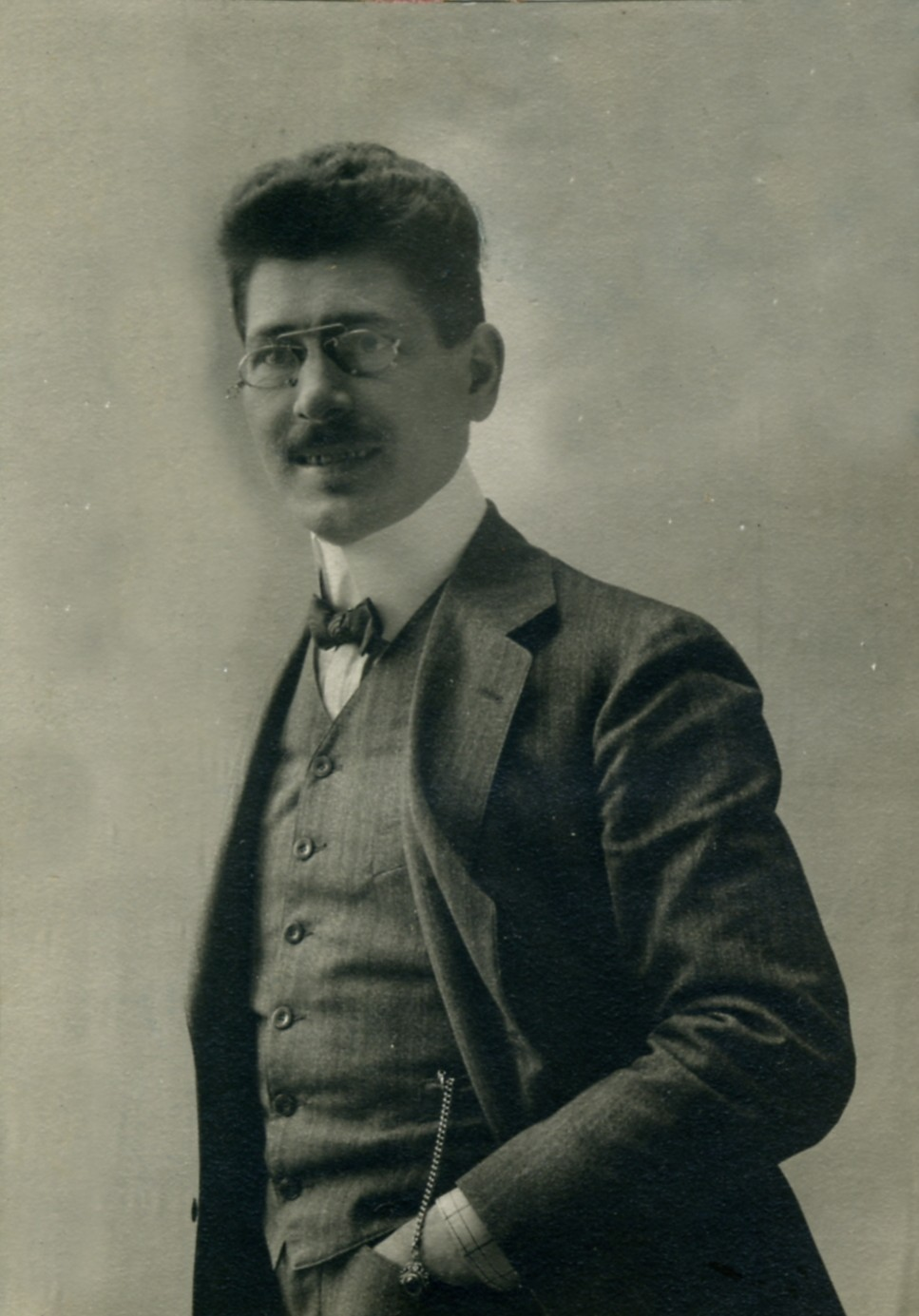
Hans Rohn um 1900

Hans (Johann) Rohn (* 25. Februar 1868 in Wien; † 23. Dezember 1955 ebenda, begraben in Melk) war ein österreichischer Kartograf, Lithograf und akademischer Maler. Er gilt als Hauptvertreter der klassischen Periode der Alpenkartografie sowie der genetischen Felszeichnung und der Steingravur. Sein künstlerisches Werk, von dem bisher 320 Gemälde und Zeichnungen katalogisiert sind, wurde erst in jüngster Zeit erforscht und der Öffentlichkeit zugänglich gemacht.

## Leben und Werdegang

### Elternhaus und Ausbildung
Hans Rohn wurde am 25. Februar 1868 als Sohn des Bandmachermeisters Theodor Martin Rohn und der Karoline Wagner in der Wiener Vorstadt Am Hundsturm geboren. Seine Familie entstammte väterlicherseits einem alten Geschlecht von Seiden- und Tuchmachern, das bis ins frühe 18. Jhd. in Wien nachweisbar ist. Unter seinen Vorfahren scheinen auch der Prior des Schottenstiftes Franz Seraph Rohn (1789 im mährischen Nikolsburg, heute Mikulov, geboren) sowie der Dekan und Notar im Orden der Kreuzherren in Prag, Johann Karl Rohn (* 1711 in Reichenberg, verstorben 1779 ebenda) auf, der als Sprachgelehrter und Chronist der ältesten geschichtlichen Darstellung Nordböhmens: Chronic vormals böhmischer Cron-Lehen, nunmehro ins Allodium gezohener zweyer Städten Friedland und Reichenberg. Prag 1763, mit Stadtansicht um 1763, im nordböhmischen Friedland (Frýdlant v Čechách) und Reichenberg (Liberec) wirkte, und ebenfalls kartografisch tätig war.
1878 entdeckte der Wiener Landschaftsmaler und Freund der Familie, Ferdinand Mayer, das große zeichnerische Talent des 10-Jährigen und brachte ihm die Kunst des Zeichnens mit Tusche und Federkiel bei, die Rohn bis ins hohe Alter ausübte. Bereits in dieser Zeit entstanden erste romantisch-historisierende Zeichnungen und Landschaftsminiaturen.
1882 begann Hans Rohn seine Lehrzeit in der 1879 gegründeten kartographisch-lithographischen Anstalt Gustav Freytag, wo er in den kommenden vier Jahren zum Lithografen und Kartografen ausgebildet wurde. Als 16-Jähriger fertigte er bereits Kunstlithografien nach eigenen Entwürfen an und illustrierte ein Märchenbuch. Gustav Freytag entdeckte die besondere Eignung seines Lehrlings für die kartografische Gelände- und Felsdarstellung. Sie dient dazu, mit freiem Auge die charakteristischen Formen und Besonderheiten der Gebirgslandschaft zeichnerisch zu erfassen und in Horizontalprojektion auf den Kartenentwurf zu bringen, aus dem anschließend mittels lithografischer Verfahren die Druckvorlage für die Karte entsteht.
Als fertig ausgebildeter Kartograf begleitete Rohn ab 1886 Gustav Freytag bei topografischen Erkundungen in den Alpen und wirkte an der lithografischen Ausführung der ersten in der Österreichisch-Ungarischen Monarchie erscheinenden „Special-Touristenkarten“ mit. Auf Empfehlung Gustav Freytags trat Rohn im gleichen Jahr in die Malerschule Eugen Hörwarters ein und besuchte von 1887 bis 1888 dessen Mal- und Zeichenkurse sowie die neu ins Leben gerufene k. k. Lehr- und Versuchsanstalt für Photographie und Reproduktionsverfahren (1897 in Graphische Lehr- und Versuchsanstalt umbenannt).
Von 1888 an durchwanderte Rohn mehrmals das Gebiet der Hohen und Niederen Tauern sowie der Dolomiten, wo er mit Gustav Freytag die zweiteilige „Touristen-Wanderkarte der Dolomiten“ vorbereitete. Erstmals erregte dabei seine Felsdarstellung Aufsehen: Nach Vorbild der Schweizer Kartografen, die zu dieser Zeit Weltgeltung besaßen, versuchte er, den Charakter jedes einzelnen Felsmassivs zeichnerisch so darzustellen, wie es sich dem Betrachter in der Natur darbietet, und anschließend unter Verwendung einer Stahlnadel sowie eines Diamantgriffels mit feinster Gravur auf den lithografischen Stein zu übertragen.
Gleichzeitig entstand auf den Bergwanderungen zwischen Hofgastein und Cortina d’Ampezzo ein Zyklus von Landschaftszeichnungen und Aquarellen, in denen bereits seine charakteristische Naturauffassung zum Ausdruck kommt. Wesentlich früher als die zeitgenössischen österreichischen Künstler wurde er zum Freiluftmaler, der seine Werke in der Natur nicht nur skizzierte, sondern außerhalb des Ateliers ausführte.

### An der Akademie der bildenden Künste
1889 wurde Rohn in die Akademie der bildenden Künste in Wien aufgenommen und begann neben seiner kartografischen und lithografischen Tätigkeit ein vierjähriges Studium der akademischen Malerei. Zu seinen Malerprofessoren zählen die angesehensten Künstler der Ringstraßenära: August Eisenmenger und Christian Griepenkerl, beide Schüler des klassizistischen Historienmalers Carl Rahl, der Schlachtenmaler Siegmund L’Allemand, der Orient-Maler Leopold Carl Müller sowie der Porträt- und Landschaftsmaler Franz Rumpler, zu dem Hans Rohn eine besondere künstlerische Nähe empfand.
Unter Rohns Studienkollegen scheinen gleich mehrere Persönlichkeiten auf, die später im Rahmen der Wiener Secession hervortreten: die beiden Wiener Koloman Moser und Max Kurzweil, sowie Ferdinand Andri aus Waidhofen an der Ybbs und der St. Pöltner Sezessionsmitbegründer Ernst Stöhr.
In seiner Akademie-Zeit wandte sich Rohn verstärkt der figuralen Malerei zu, schuf repräsentative Porträts und Charakterstudien in Öl, Pastell und Kreide und widmete sich der Aktzeichnung, während er in der Landschaftsmalerei weiterhin seinen eigenen Weg ging und tiefempfundene, zumeist menschenleere Ausschnitte aus der Natur gestaltete. Für die Weiterentwicklung seiner Felszeichnung ist auch die Perspektivlehre des Architekten und Archäologen Georg Niemann von Bedeutung, dessen Vorlesungen Rohn an der Akademie der bildenden Künste besuchte.

### Begegnung mit Theresia Czokally

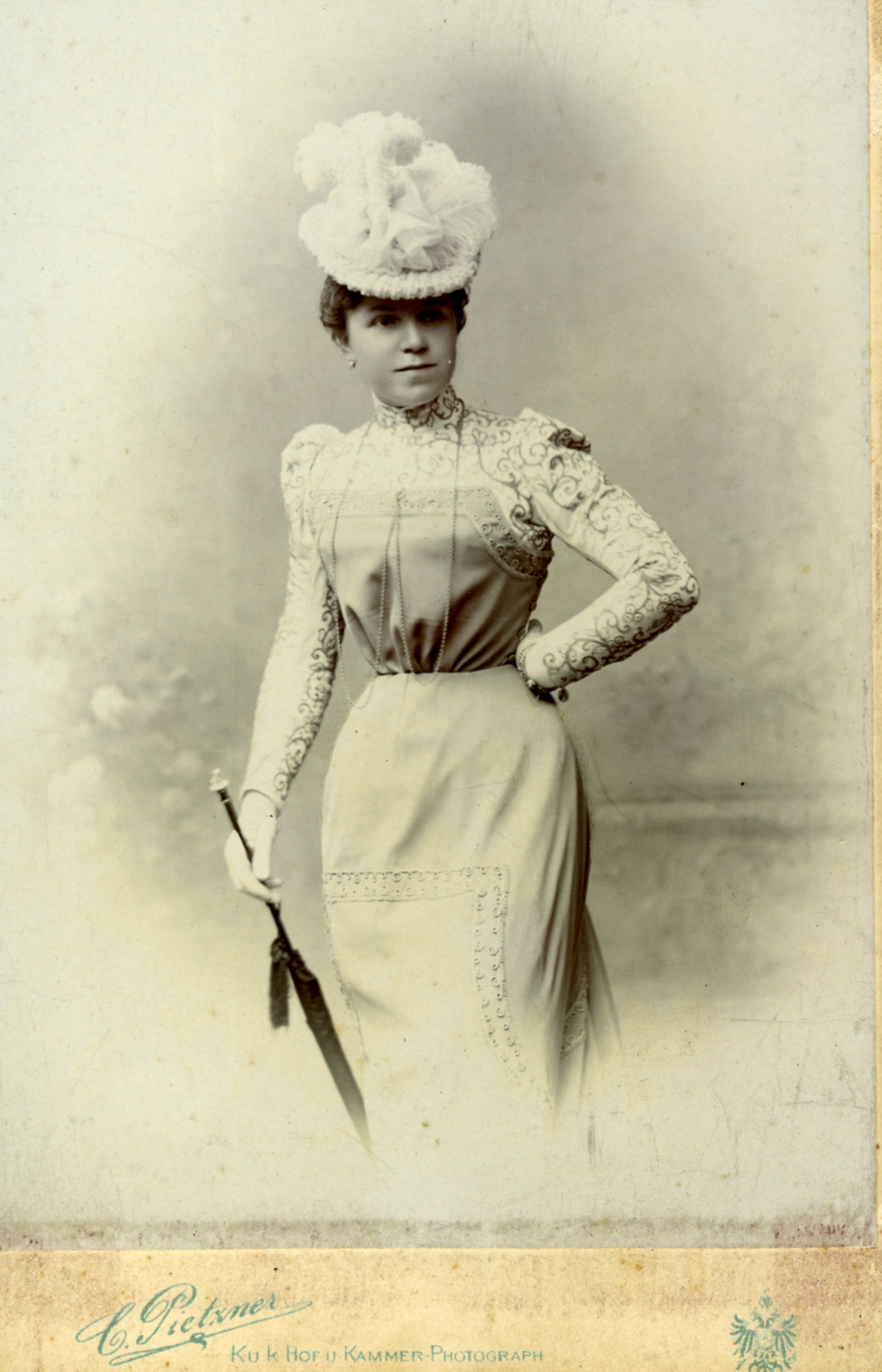
Theresia Rohn, geb. Czokally um 1880

1895 begegnete Rohn in Wiener Künstlerkreisen der jungen Witwe Theresia Czokally, die später seine Frau wurde und zwei Kinder in die Ehe mitbrachte. Sie entstammte der gleichnamigen Silberschmied-Dynastie, die für ihre Kunstfertigkeit über die Grenzen der Donaumonarchie hinaus bekannt war. Ihr Vater Anton Czokally sowie dessen Brüder Adolf und Vinzenz (später unter dem Namen Würbel & Czokally) führten um 1900 auch zahlreiche Jugendstil-Stücke nach Entwürfen von Josef Hoffmann aus, ehe dieser im Rahmen seiner Wiener Werkstätte eine eigene Silberwerkstätte begründete.
Gemeinsam verbrachte Hans Rohn mit Theresia Czokally und ihren beiden Kindern Rudolf und Wilhelmine erste sommerliche Landaufenthalte in der Marktgemeinde St. Leonhard am Forst. Hier fand Rohn sein „Paysage intime“: In den folgenden Jahren entstand in der idyllischen Landschaft des niederösterreichischen Alpenvorlandes rund um den sagenumwobenen, einst für seinen Hiesberger Marmor bekannten Hiesberg ein bedeutender Teil seiner Landschaftsmalerei sowie der große zeichnerische Zyklus „Auf dem Lande“.
Bei Freytag & Berndt, wie die frühere kartografische Anstalt seit 1885 hieß, konzentrierte sich Rohn immer mehr auf die schwierigste Disziplin der Alpenkartografie, die Kunst der lithografischen Wiedergabe der Felsregionen. Er studierte die großen Kartenwerke der Schweiz, die Dufourkarten und den Siegfriedatlas, und befasste sich eingehend mit der Entstehungsgeschichte der Alpen.
Erstmals ging er auch daran, die Landschaft in „echter“ dreidimensionaler Form darzustellen: Für die große Budapester Millenniumsausstellung des Jahres 1896 mit der man in den ungarischen Kronländern ein Gegenstück zur Wiener Weltausstellung 1873 schaffen wollte, erstellte Rohn ein Gipsrelief der gesamten Küstenregion Dalmatiens und wurde dafür mit einem Ehrenpreis ausgezeichnet. In ähnlicher Form gestaltete er wenig später ein Relief, das über Dalmatien hinaus ganz Bosnien und Herzegowina umfasste. Auch den höchsten Berg der Julischen Alpen, den Triglav, gab Rohn in dreidimensionaler kunsthandwerklicher Reliefform wieder.

### Eine neue Generation von Alpenkarten

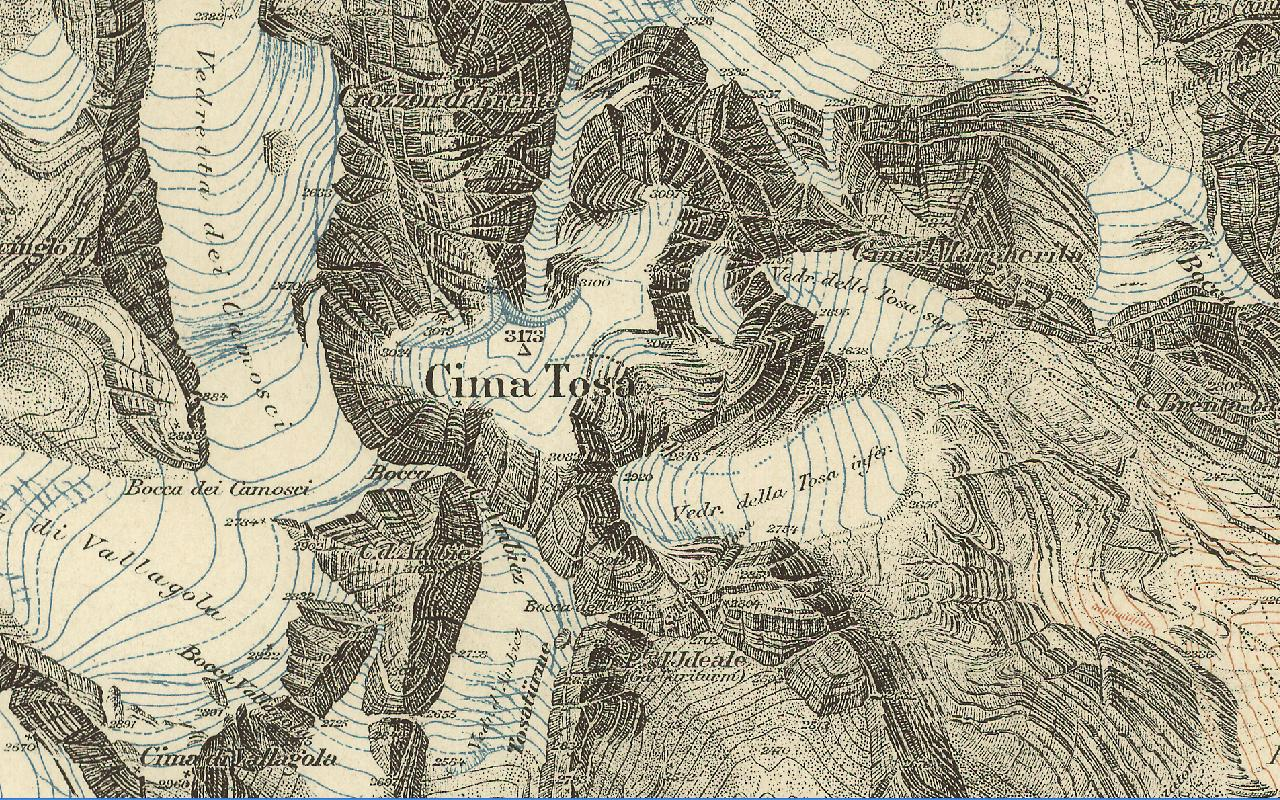
Ausschnitt aus der Karte der Brentagruppe, 1908

Um 1900 erkannte die größte Bergsteigervereinigung Europas, der Deutsche und Österreichische Alpen-Verein, dass die existierenden Hochgebirgskarten der Ostalpen den Bedürfnissen des massiv einsetzenden Alpentourismus nicht angemessen waren. Der Beschluss zur Herausgabe einer völlig neuen Generation von Alpenkarten mit exakterer und detaillierterer Darstellung der Gipfelregionen sowie der Eintragung aller Bergwege und Gletscherrouten im großen Maßstab 1 : 25.000 wurde gefasst.
Weite Gebiete in den Ostalpen mussten begangen und neu erforscht, zahllose Gipfel bestiegen, abertausende Messpunkte in den Höhen trigonometrisch erfasst werden. Der Schweizer Vermessungsingenieur Leo Aegerter wurde zum Alpenvereinskartografen bestellt, die Ausführung der Karten übertrug man Hans Rohn, der zu diesem Zeitpunkt bereits als bester Felszeichner galt und in der lithografischen Gravur („Steingravüre“) als einziger die Feinheit und Ausdruckskraft des bislang angewandten Kupferstichs übertraf.
Jedes Jahr erschien auf diese Weise nunmehr eine neue große Hochgebirgskarte: 1904 die Langkofel- und Sellagruppe, 1905 die Marmolatagruppe, 1906 und 1907 die zweiteilige Karte der Allgäuer Alpen und 1908 die erste Karte der Brenta-Gruppe überhaupt, die auch heute noch als die herausragende Spitzenleistung dieser Ära bezeichnet wird.
Weitere große Werke wie die dreiteilige Karte der Lechtaler Alpen (1911–1913) sowie die Karte der Dachsteingruppe und des Kaisergebirges folgten. Sie erschienen in der Zeit des Ersten Weltkrieges, den Rohn, mittlerweile Ende 40, in nahezu unausgesetzter kartografischer Arbeit verbrachte.
Die Wissenschaft bezeichnet später diesen bis in die 1920er Jahre reichenden Zeitraum als „erste Phase der klassischen Periode der Alpenvereinskartografie“.

### Die Sommeraufenthalte in St. Leonhard

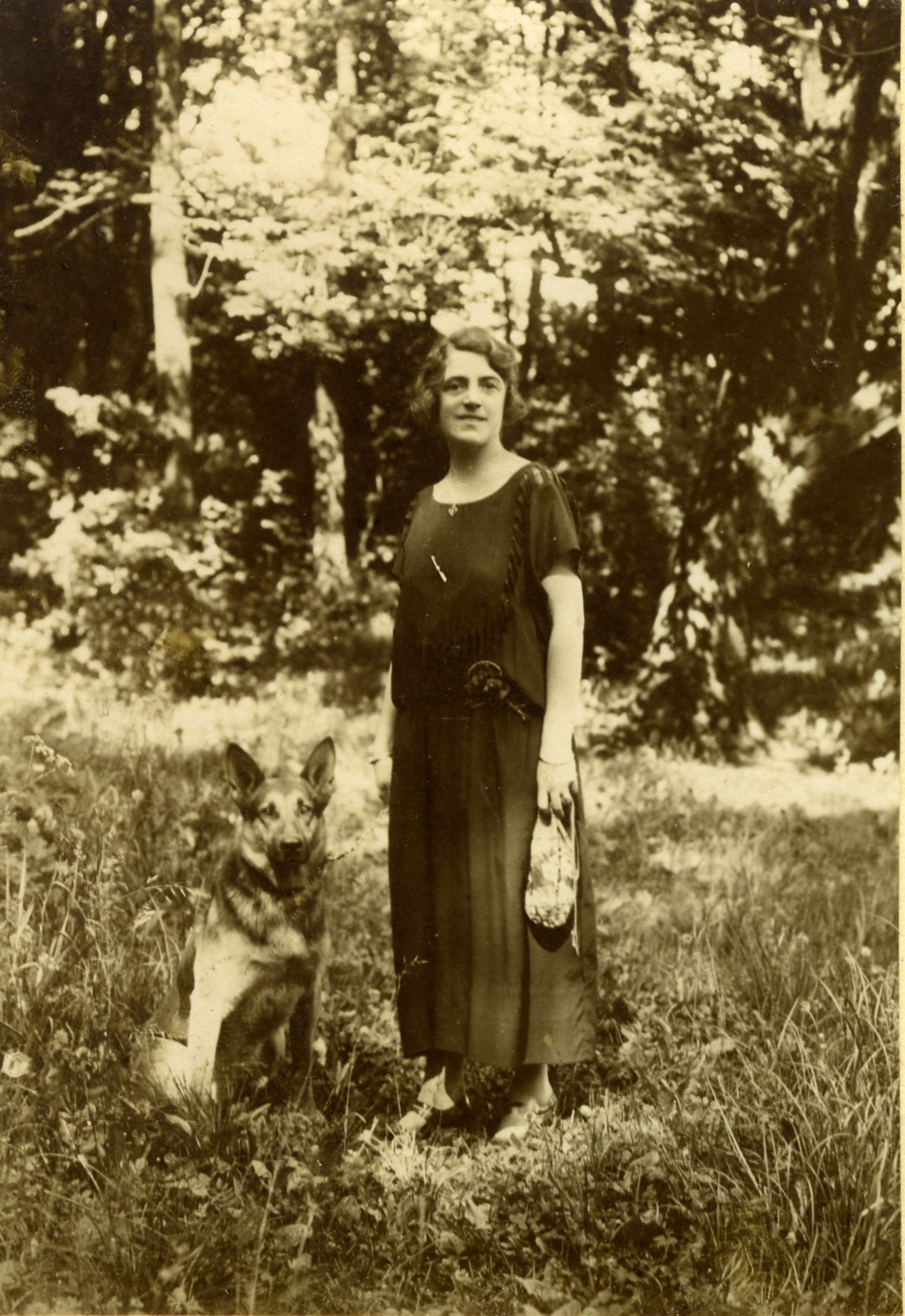
Wilhelmine („Minnie“) Henderson, Hans Rohns Lieblingsmodell

Seine künstlerische Tätigkeit verlegte Rohn ab 1905 immer mehr nach Niederösterreich. Die Familie hatte ein hübsches Haus mit Garten in St. Leonhard am Forst gemietet, wo die Sommermonate und bisweilen auch die Weihnachtsfeiertage verbracht wurden. Hans Rohn nützte jeden noch so kurzen Aufenthalt zwischen seinen Expeditionen in die Berge, um in der Natur zu zeichnen und zu malen.
Die Familie hatte inzwischen bereits zweimal Zuwachs erhalten: Sohn Hans wurde 1900, die Tochter Margarete 1903 geboren. Sein Lieblingsmodell blieb jedoch seine 1889 geborene Stieftochter Wilhelmine (verehelichte Henderson), die er über die Jahre hinweg als kleines Mädchen ebenso porträtierte wie als junge Dame.
Auf künstlerischem Gebiet wandte sich Rohn in den folgenden Jahren immer nachhaltiger den Ausdrucksformen des Jugendstils zu. Dekorative, stilisierte Landschaftsbilder entstanden in der Melker Gegend ebenso wie in Wien, wo er im Park des Schlosses Schönbrunn zeichnete und malte. Auch viele Frauenbildnisse, figurale Darstellungen und Illustrationen fallen in diese überaus fruchtbare künstlerische Periode, die sich bis über den Zusammenbruch der Monarchie hinaus erstreckt.
Eine weitere Facette in seinem künstlerischen Leben fügte er 1920 in St. Leonhard hinzu: Als die wirtschaftliche Lage im Gefolge des Ersten Weltkrieges immer schlimmer wurde und zuletzt infolge des Mangels an Kupfer und Nickel auch das metallene Kleingeld versiegte, erstellte Hans Rohn für St. Leonhard und die Nachbargemeinde Ruprechtshofen die Entwürfe für Notgeld aus Papier in der Stückelung von 10, 20 und 50 Heller. Als Vorlage für die reichlich mit Jugendstilsymbolen ausgestatteten Notgeld-Scheine benützte Hans Rohn eine von ihm 1917 in Öl gemalte Landschaft „Wintertag in St. Leonhard“, die erst im Juni 2010 im Feuerwehrmuseum des Ortes wiederentdeckt wurde.

### Höhepunkte des kartografischen Schaffens
In den Jahren nach 1920 setzte die zweite Phase der klassischen Alpenkartografie ein, die der österreichische Geograf und Alpenforscher Erik Arnberger später als „Ära Rohn“ bezeichnet. In dieser Zeit übernahm Hans Rohn über die Steingravur hinaus auch die gesamte topografische Geländeaufnahme. Von nun an verbrachte der mehr als 50-Jährige die Zeit von der Schneeschmelze im Frühling bis zum Frühherbst kartierend und zeichnend in den Bergen, während er in den Wintermonaten die Karten in Stein gravierte. So entstanden die Karten der Schladminger Tauern (1924) der Loferer Steinberge (1925) und der Leoganger Steinberge (1926).
Als unerreichte Höhepunkte seines kartografischen und lithografischen Schaffens gelten jedoch die 1928 erscheinende Karte der Glocknergruppe sowie das dreiteilige Werk der Zillertaler Alpen, das einen Bearbeitungszeitraum von nicht weniger als 8 Jahren erforderte und zwischen 1930 und 1934 herausgebracht wurde. Die gesamte Fachwelt rühmt ihn in dieser Zeit als unerreichten Meister der genetischen Felsdarstellung.

### Die Zeit in Melk

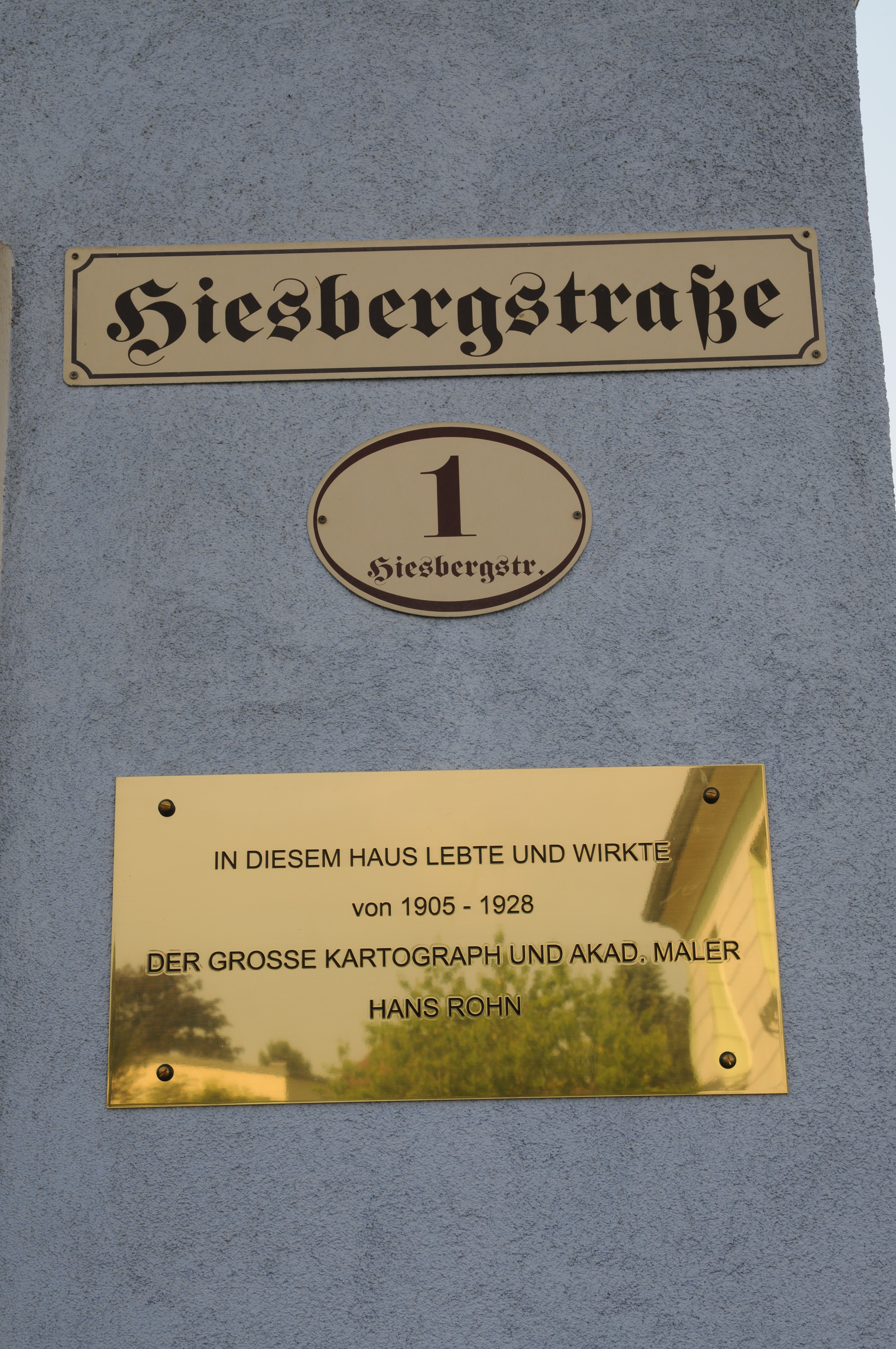
Gedenktafel in St. Leonhard am Forst

Trotz des ruhelosen kartografischen Schaffens in den Bergen konnte Hans Rohn 1928 den bereits seit langem gehegten Wunsch verwirklichen, den Familiensitz nach Melk zu verlegen. Er entwarf selbst die Pläne für die „Villa Rohn“, bei deren Innen- und Außengestaltung seine Liebe zu den dekorativen Elementen des Jugendstils zum Ausdruck kam. Seine künstlerische Ausdrucksform wurde nun vielfach expressiver, doch gleichzeitig kehrte er in der Landschaftsdarstellung immer häufiger zu seinen zeichnerischen Wurzeln zurück, verwendete neben Öl, Tempera und Aquarellfarben wieder Kielfeder und Tusche, Pastellkreide und Bleistift und gestaltete romantische Illustrationen.
Mit der Weiterentwicklung der terrestrischen Stereophotogrammetrie und der Luftbildmessung, die eine weitgehende automatisierte Vermessung auch der Felsregionen ermöglichen, ging die klassische Epoche der Kartografie in den Alpen ihrem Ende entgegen. Zuletzt erstellte Rohn noch in traditionell künstlerischer Manier die Steingravur der Felszeichnung des Kartenwerkes des Karwendelgebirges, deren letztes Blatt 1936 erschien, und wirkte kurz darauf noch am Kartenwerk der Stubaier Alpen und Ötztaler Alpen mit.
Nach dem Zweiten Weltkrieg war der nun 77-Jährige wiederum für das kartografische Unternehmen tätig, in das er 1882 als knapp 14-jähriger Lehrling eingetreten war. Erhalten geblieben ist aus dieser Zeit eine Karte der Takht-e-Sulaiman-Gruppe im persischen Elburs-Gebirge, in dem auch der höchste Berg des Iran, der 5671 m hohe Damavand, gelegen ist. Nochmals wendete er bei dieser Expeditionskarte des österreichischen Sozialgeografen und Begründers der Zentrale-Orte-Theorie Hans Bobek seine klassische Form der Felszeichnung an und versuchte, sie mit photogrammetrisch aufgenommenen Höhenlinien zu verbinden.
Hans Rohn starb am 23. Dezember 1955 im Alter von 87 Jahren in Wien und wurde an der Seite seiner vier Jahre zuvor verstorbenen Gattin im Familiengrab in Melk am 14. Jänner 1956 bestattet. Seine letzten Zeichnungen datieren aus dem Jahr 1952. Sie zeigen die „Villa Rohn“, das Haus des Künstlers, den alten Melker Wartturm und das Melker Donauufer mit Blick auf Emmersdorf.
Im Juni 2010 wurde an seinem einstigen Sommerhaus in St. Leonhard am Forst, Hiesbergstraße1, eine Hans Rohn und seinen Leistungen gewidmete Gedenktafel enthüllt.
Ende 2014 wurde an der „Villa Rohn“ in der Melker Feldstraße 5, von der Hans-Rohn-Gesellschaft eine Gedenktafel angebracht.

## Hans Rohns Bedeutung für die Alpenkartografie

### Die Kunst der Felszeichnung
Die von 1902 bis 1936 währende Ära Rohn, in der 22 großformatige Hochgebirgskarten, beinahe ausnahmslos im Maßstab 1 : 25.000, herausgebracht wurden, wird allgemein als Höhepunkt der österreichischen Alpenkartografie betrachtet. Charakteristisch dafür sind die neuen, eigenständigen Methoden, die Rohn sowohl bei der Felszeichnung und Felsdarstellung wie auch der Ausführung der Karten in Steingravur zur Anwendung brachte.
So befähigte ihn seine künstlerische Begabung dazu, die äußerst schwer darstellbaren Erscheinungsformen der Felsregion wie zerklüftete Gipfel, Scharten, Grate, Rinnen, Rippen und Felsbänder in weitaus größerer Dichte und Klarheit herauszuarbeiten, als dies in früheren Entwicklungsstufen der Gebirgskartografie geschah. Vollständig in der Natur mit unfrierbarer Tusche gezeichnet, wurde jeder einzelne Berg auf diese Weise in seiner individuellen Form wiedergegeben und in Horizontalprojektion gebracht.
Im Unterschied zu den Schweizer Gebirgskartografen verzichtete Rohn darauf, die Zeichnung der Schraffen sowie wie deren Strichlänge und Strichbreite einheitlich festzulegen, sondern folgte dabei seinem eigenen künstlerischen Empfinden. Auch bei der Wahl des Lichteinfalls ging Rohn eigene Wege, indem er von der üblichen Nordwestbeleuchtung abwich und die Beleuchtung der Felsen jeweils so wählte, dass sie in optimaler Plastizität aus dem Kartenbild hervortraten.
Untrennbar ist der Name Rohn mit dem Begriff der „genetischen Felszeichnung“ verbunden. Dahinter steht das Bemühen, in die Felszeichnung auch geologische, morphologische und tektonische Merkmale aufzunehmen. Rohn, der zu diesem Zweck umfangreiche geologische Studien betrieb, gelang es dabei durch entsprechende Farbgebung nicht nur, die Gesteinsunterschiede – etwa zwischen Raiblerschichten und Dachsteindolomit – kenntlich zu machen, sondern ebenso die zumeist sehr komplizierte Lagerung der Gesteinsschichten wiederzugeben.
Zu den Alpinwissenschaftlern, mit denen er dabei in enger Beziehung stand, zählt auch der Tiroler Alpinist und Geologe Otto Ampferer, der mit seinen Theorien der Deckentektonik und der Unterströmung frühzeitig Alfred Wegeners Kontinentalverschiebungstheorie stützte.
Die naturgetreue Darstellung der Felsregion war Hans Rohn so wichtig, dass er sich zeitlebens, und dies gegen den heftigen Widerstand vieler Geodäten, beharrlich weigerte, die Höhenlinien im steilen Felsgelände durchzuzeichnen, da dies, so seine Auffassung, das Kartenbild zerschneiden würde. Die Auseinandersetzungen eskalierten 1924, als eine Gruppe von Wissenschaftlern rund um den Münchener Mitbegründer der Photogrammetrie, Professor Sebastian Finsterwalder, und dessen Sohn Richard Finsterwalder dem Alpenverein den Vorschlag unterbreiteten, die großformatigen Gebirgskarten künftighin wesentlich rascher und kostengünstiger ganz ohne Felszeichnung ausschließlich auf Basis von Höhenlinien zu erstellen.
Doch dieser erste Anlauf zu einer weitgehend automatisierten Herstellung der Alpenkarten scheiterte: Mehr als zwei Drittel der rund 100 um ein Gutachten ersuchten, angesehensten Geologen, Morphologen, Kartografen und Alpinisten forderten eine Weiterführung der Karten samt Felszeichnung in „Rohnscher Manier“.

### Neue Wege in der Steingravur
Einen eigenständigen Weg beschritt Rohn auch bei der Umsetzung der Originalzeichnung auf den lithografischen Stein, also bei der Herstellung der Vorlage für den Druck selbst. Die häufig angewandte Methode der Federzeichnungsmanier, bei der mit Fetttusche direkt auf den Stein lithografiert wurde, lehnte er ebenso kategorisch ab wie die Übertragung auf photomechanischem Weg, da beide Verfahren zwar zeit- und kostensparend, jedoch unweigerlich mit erheblichen Qualitätseinbußen verbunden seien.
Stattdessen bediente sich Rohn bei der Ausführung aller seiner Alpenkarten der bisweilen auch als Steinstich bezeichneten überaus aufwendigen Steingravur, indem er die in kleine Abschnitte zerlegte Felszeichnung zunächst auf durchscheinendes Gelatinepapier legte, daraufhin die einzelnen Konturen markierte und auf die Solnhofener Kalkschieferplatte übertrug. Nun erst war es so weit, die einzelnen Strukturen mit maximaler Präzision in den Stein zu graben, wobei er sich einer Steinnadel und eines noch weitaus subtileren Werkzeugs, einem feinen Griffel mit zugeschliffenem Diamantsplitter, bediente.
Bei einer Strichbreite zwischen 0,2 und 0,3 mm gelang es auf diese Weise, bis zu 400 Schraffen auf einer Fläche von einem Quadratzentimeter unterzubringen, so dass das Endprodukt auf der gedruckten Karte, wie bereits die wissenschaftlichen Untersuchungen von Erik Arnberger ergaben, die Felszeichnung auf dem Papier in den meisten Fällen an Schärfe und Reinheit sowie inhaltlicher Aussagekraft noch deutlich übertraf. Zahlreiche dieser historischen Alpenkarten mit Rohnscher Felsgravur werden bis heute immer wieder neu aufgelegt.
Mehrfach in der Literatur über Hans Rohn erwähnt wird deshalb ein Zitat des Alpenpublizisten Josef Moriggl: „In späteren Jahrhunderten wird man Rohns alpine Blätter ebenso hoch schätzen wie die Kupferstiche Albrecht Dürers“.

## Hans Rohns künstlerisches Werk

### Mit Kielfeder und Tusche: Die frühe Schaffensperiode
In seinem künstlerischen Werk, das seit dem Jahr 2005 systematisch erforscht, dokumentiert und katalogisiert wird, bedient sich Hans Rohn einer Vielfalt von grafischen und malerischen Techniken, wobei er nicht selten auch zu eigenen Materialkombinationen und Mischtechniken greift. So verwendet er bei seinen Zeichnungen neben Bleistift und Buntstift Rötel, feine Künstlerkreide und Pastellkreide, grobe Kohle, Aquarellfarben sowie immer wieder die Kielfeder mit Sepia und Bister. Während er in der Ölmalerei seine Palette mit klassischer Ei-Tempera und Gouachen anreichert, kombiniert er gleichzeitig Aquarell und Feder, Aquarell und Bleistift, Aquarell, Tusche und Kreide sowie Pinsel und Feder in Tusche.
Was die künstlerische Themenstellung betrifft, so überwiegen Landschaftsmalerei und Landschaftszeichnung, Porträts und figurale Darstellung. Unter den rund 320 Werken, die derzeit katalogisiert sind, finden sich ebenso zahlreiche Genrebilder, von denen viele das ländliche und religiöse Leben charakterisieren, Märchenfiguren und Illustrationen sowie Pflanzen- und Tierstudien. Das Märchenbuch, das er nach seinen eigenen Worten in Jugendjahren illustrierte, konnte bislang nicht aufgefunden werden.
Die älteste uns erhaltene Zeichnung Hans Rohns – sie zeigt den Minnesänger Walter von der Vogelweide an seinem Schreibpult stehend – ist in Feder mit schwarzer Tusche ausgeführt und stammt aus dem Jahr 1882. Schon in diesem frühesten Werk wird der Einfluss des Wiener Malers Ferdinand Mayer sichtbar, der den jungen Hans Rohn frühzeitig in die Kunst des Zeichnens mit Feder und Tusche einführte. Feder und Tusche waren nicht nur Rohns bevorzugte Medien in Jugendtagen. Er kehrte auch in späteren Schaffensperioden immer wieder zu ihnen zurück, wobei er sich die benötigten Federn bis ins hohe Alter aus dem abgeworfenen Gefieder von Gänsen selbst anfertigte.
Feder und Tusche begleiten den jungen Kartografen auch bei seinen ausgedehnten Wanderungen, wo er 1888 in Cortina d’Ampezzo einige beinahe miniaturhafte Zeichnungen mit zarter Aquarellierung erstellt. In diesem und den folgenden Jahren entstehen mit Federkiel, Pinsel und Tusche auch rund um Hofgastein sowie in Morzg bei Salzburg mehrere Zyklen intimer Landschaftsausschnitte, die spontan erlebte Natur sowie Szenen des ländlichen Lebens wiedergeben.
Raumtiefe und Schattenwirkung gestaltet Rohn ganz ähnlich wie in seinem kartografischen Werk durch die Verdichtung oder Auflockerung von Parallel- und Kreuzschraffur, wobei er jedoch Kringel und verspielte Schnörkel, wie sie sein Lehrmeister Ferdinand Mayer üppig verwendet, stets vermeidet. Charakteristisch ist für diese frühe Periode die Anreicherung der linearen Zeichnung mit sanften monochromen oder farbigen Pinsellavierungen, mit deren Anwendung es ihm gelingt, stimmungsvolle malerische Effekte zu erzielen.
Ebenso früh und mit der gleichen Mal- und Zeichentechnik wendet sich Rohn der Porträtkunst zu. 1888 und 1890 entstehen Bildnisse seiner Eltern, und auch 1900 wendet er Feder und zarte Bister-Lavierungen noch an, um Theresia Czokally, seine spätere Frau mehrmals zu porträtieren.

### Akademische Malerei um 1890
Der Besuch der angesehenen Malschule Eugen Hörwarters (bisweilen auch „Hörwarther“ geschrieben) 1886 und 1887 scheint hingegen den künstlerischen Werdegang Hans Rohns nicht nachhaltig geprägt zu haben. Eugen Hörwarter, dessen Bild „Die Börsenkatastrophe in Wien am 9. Mai 1873“ selbst in die Geschichte eingegangen ist, verdankte seinen ausgezeichneten Ruf nicht zuletzt dem Umstand, dass er es verstand, seine Schüler auf die überaus strenge Zulassung zur Aufnahmeprüfung an der Wiener Akademie der bildenden Künste vorzubereiten. Selbst Historien- und Genremaler, waren ihm auch die Vorlieben der allenthalben gefürchteten Prüfungskommission, unter ihnen Professor Christian Griepenkerl, wohlbekannt.
Auf diese Weise wird klar, weshalb sich Rohn in diesen Jahren mit Themen und Motiven auseinandersetzte, die für ihn untypisch waren. So übte er sich mit schwarzer Künstlerkreide im Zeichnen von Heldengestalten des griechischen Altertums und in der Darstellung des Faltenwurfs historischer Gewänder ebenso wie in Körperstudien – alles Fertigkeiten, denen später an der Akademie der bildenden Künste hohe Bedeutung zugemessen wurde. Zu den Bildern, die Rohn so der Akademie vorlegte, zählten der historisierende „Schützenauszug“ und „Der Feldherr“ (beide 1886) sowie das in feinster Kreide gestaltete Porträt „Der Künstler“ (1887).
Am Ende seiner vierjährigen, von der Begegnung mit Christian Griepenkerl, Franz Rumpler und dem von ihm porträtierten Sigmund L’Allemand geprägten Akademie-Zeit, wo er auch den Unterricht von zwei der hervorragendsten Vertreter der Farbenchemie, Leander Ditscheiner und Friedrich Linke, genoss, wendet sich Rohn erstmals der Ölmalerei als gestalterischem Medium zu. Zunächst gilt sein Interesse ganz der Porträtmalerei. So entstehen 1891 im klassischen Renaissance-Stil die beiden Kinderporträts „Mina“ und „Rudi“, die er in der an der Akademie praktizierten Mehrschicht-Malweise ausführt. „Mina“, wie er seine Stieftochter Wilhelmine Henderson nennt, ist auch sein Modell für das später auf dunkel-violettem Grund entstandene Öl-Tafelbild „Das ernste Mädchen“, und, als erwachsene Frau, auf dem kleinen Medaillon-Gemälde „Der Margeritenbecher“ zu sehen.
Zu den Höhepunkten dieser frühen Epoche zählen zweifellos die vier großformatigen, repräsentativen Ölporträts, die Rohn 1893 fertigstellt: die stolze „Dame mit der Goldhaube“, den tief in Gedanken versunkenen „Rabbiner“, den kraftvollen „Meister“ und das scheue „Mädchen mit dem roten Tuch“. Später, im Jahr 1911, als Rohn sich immer nachhaltiger dem neuen ästhetischen Empfinden des Jugendstils annähert, malt er, wiederum Ton-in-Ton, das bezaubernde Antlitz der „Dame mit dem Goldmedaillon“.

### Natur-Realismus und Impressionismus: die Landschaftsmalerei
Ganz andere Wege beschreitet Rohn in seiner Landschaftsmalerei. Zwar entwickelt er manche seiner Landschaftsbilder, wie die in Ei-Tempera gemalte „Sonnenblume“ (1893) und den „Einsamen Weg“ um 1900, anfänglich noch in mehreren Schichten und mit großer Tiefe, doch bald hat er in der Alla-Prima-Malerei, bei der er es versteht, die Farbtöne in rascher Folge und in locker-impressionistischem Stil nebeneinander zu setzen, seine ideale Darstellungsform der Natur gefunden.
Nach einer Aquarell-Phase in den ersten Jahren nach 1900, bei der er zunächst seine Kielfeder mit dem Pinsel und anschließend Wasserfarben gegen Ölfarben tauscht, entstehen zwischen 1913 und 1917 viele seiner in helles Licht getauchte Landschaften wie „Die Brücke“, „Mädchen in Frühlingslandschaft“, die „Landschaft im Vorfrühling“ oder „Die Dame im Garten“, die bereits einen sanften Übergang zum Jugendstil markiert.
Zu seinem Paysage intime wird damit wiederum die idyllische niederösterreichische Marktgemeinde St. Leonhard am Forst, deren wechselvolle Landschaften rund um die dunklen Waldungen des geheimnisvollen Hiesberges ihn magisch anziehen und wo er um 1917 auch seinen großen zeichnerischen Zyklus „Auf dem Lande“ vollendet.

### Nach 1900: die Periode des Jugendstils
Das neue ästhetische Empfinden des Jugendstils kommt bei Rohn schon kurz nach 1900 in vielfältiger Form zum Ausdruck. 1906 entstehen die beiden Kreidezeichnungen „Die tanzenden Frauen“, bei denen er sich eines vor allem in der französischen Art Nouveau sehr beliebten Motivs bedient, um mit einfacher, geschwungener Linienführung ein Bild anmutiger, eleganter Bewegung zu gestalten. Die bewegte, schwingende Linie des Jugendstils findet sich ebenso bei dem „tanzenden Mädchen im Schürzenkleid“ und auch noch später bei dem Kreidebild „Die Schwäne“, das er im Teich vor der Gloriette im Schloss Schönbrunn malt.
Seine Frauenbildnisse wie die bereits erwähnte „Dame im Goldmedaillon“, die „Dame in Blau“ (1911) oder das „Porträt Minnie Henderson mit Margeriten“ (1914) präsentiert er in dieser Zeit gerne in Medaillon-Form, wobei letzteres bereits einem Zyklus von poetisch-romantisierenden Szenen angehört, zu dem auch kleinformatige Märchenbildnisse wie „Die Nymphe im Wasser“ oder „Die Prinzessin auf der Wiese“ zählen.
In dem künstlerisch außerordentlich fruchtbaren Nachkriegsjahr 1919 tritt jedoch ein deutlicher Wandel ein: Rohns Bilder werden zunehmend geometrisch, flächig und stilisiert, wobei nun der Mensch selbst häufig im Mittelpunkt steht und die Natur zum Dekor wird. Charakteristisch dafür ist die aus zwei Gegenstücken und mehreren Studien bestehende „Schneeballschlacht“ mit ihrer beinahe plakativen Darstellung des Bewegungsablaufs, aber auch der gleichfalls in St. Leonhard entstandene „Knabe mit der Laterne“, der ernst und mit gesenktem Haupt durch die eisige Winterlandschaft schreitet, und „Der Kartograph“, ein großes quadratisches Selbstbildnis, das ihn bei der Terrainaufnahme mit Blick auf die sonnenbeschienene Sella in den Dolomiten zeigt.
Streng stilisiert, flächig und beinahe feierlich wirkt die in dieser Zeit entstandene Landschaftsmalerei. Bei dem in dunklen Braun- und Blautönen gehaltenen Pastellgemälde „Fluß im Granit“ treten die wie eine dunkle Wand aus dem Wasser ragenden Konturen des Gesteins hart und markant zutage, während die kronenlosen Bäume wie Säulen angeordnet nach oben ragen. Klare, einfache Linien und Flächigkeit beherrschen auch zwei andere Flusslandschaften, „Der Fluß und die Weiden“ sowie die „Birken am Wasser“, die Hans Rohn mit dem Empfinden einer späten, vom Symbolismus geprägten Moderne geschaffen hat.
Immer nachhaltiger beginnt sich Rohn in dieser Jugendstil-Periode einer Technik zuzuwenden, die gelegentlich schon während seines Studiums an der Wiener Akademie praktiziert hatte: dem Malen mit feinster bunter Pastellkreide, das ihm erlaubt, die erlebte Natur sofort in endgültiger Form festzuhalten. Geht es ihm jedoch darum, besondere Effekte zu erzielen, wie etwa beim ebenfalls 1919 geschaffenen „Sonnenwald“, wo goldenes Licht mit schwarzem erratischem Fels kontrastiert, so greift er wieder zu seiner Kielfeder zurück oder bedient sich, wie bei der die Landschaft dominierenden „Sonnenblume“, kräftiger, alles überdeckender Ei-Tempera.
Nachdem er am Heiligen Abend des Jahres 1923, wiederum in Pastellkreide und mit symbolistisch in goldener Farbe leuchtenden Fenstern, im steirischen Salzkammergut sein Winterbild „Weihnachten in Assach“ malt, geht in den dreißiger Jahren Rohns letzte große künstlerische Periode ihrem Ende entgegen. Auf ausgedehnten Wanderungen rund um Melk zeichnet und aquarelliert er jedoch noch bis knapp vor seinem Tod kleine, beinahe miniaturhafte Natur- und Landschaftsausschnitte.